# Amanda Holden
Amanda Louise Holden (Bishop's Waltham, 16 febbraio 1971) è un'attrice, personaggio televisivo e cantante britannica.

## Biografia
Famosa per la sua interpretazione nella serie televisiva Cuore d'Africa nel ruolo di Sarah Trevanion, è attualmente nota per essere una dei quattro giudici del talent show Britain's Got Talent. Nel 2020 ha debuttato anche come cantante, realizzando svariate cover come singoli nonché l'album Songs From My Heart, costituito da sole cover di brani inclusi nelle colonne sonore di film noti, tra cui A Thousand Years di Christina Perri e il classico I Know Him So Well.

## Filmografia

### Cinema
- Relazioni intime, regia di Philip Goodhew (1996)
- Non per sport... ma per amore (Don't Go Breaking My Heart), regia di Willi Patterson (1999)
- Virtual Sexuality, regia di Nick Hurran (1999)

### Televisione
- EastEnders – serie TV, 19 episodi (1995)
- We Know Where You Live – show TV, 12 episodi (1997)
- Goodness Gracious Me – serie TV, 6 episodi (1998)
- Jonathan Creek – serie TV, 2 episodi (1998)
- Smack the Pony – serie TV, 4 episodi (1998)
- Kiss Me Kate – serie TV, 22 episodi (1998-2001)
- The Grimleys – serie TV, 22 episodi (1999-2001)
- Hearts and Bones – serie TV, 13 episodi (2001)
- Celeb – serie TV, 6 episodi (2002)
- Top of the Pops 2 – show TV, 13 episodi (2001-2003)
- The Hunt – film TV, regia di Piers Haggard (2003)
- Now You See Her – film TV, regia di Lance Kneeshaw (2003)
- Mad About Alice – serie TV, 7 episodi (2004)
- Cutting It – serie TV, 18 episodi (2002-2004)
- Miss Marple (Agatha Christie's Marple) – serie TV, episodio 1x03 (2004)
- Tv Burp – show TV, 9 episodi (2004-2005)
- Richard & Judy – serie TV, 15 episodi (2005-2007)
- GMTV – serie TV, 13 episodi (2004-2008)
- Cuore d'Africa (Wild at Heart) – serie TV, 34 episodi (2006-2009)
- Amanda Holden's Fantasy Lives – serie TV, 8 episodi (2008-2009)
- Big Top – serie TV, 12 episodi (2009-2011)
- The Talent Show Story – show TV, 6 episodi (2011-2012)
- Britain's Got Talent – serie TV, 110 episodi (2007-in corso)
- Britain's Got More Talent – serie TV, 92 episodi (2007-in corso)
- This Morning – serie TV, 20 episodi (2002-2013)

## Discografia

### Album
- 2020 – Songs From My Heart